# Championnat national de tennis des États-Unis 1924
Pour un article plus général, voir US Open de tennis.
Résultats détaillés de l’édition 1924 du championnat de tennis US National qui est disputée du 11 au 15 août 1924.

## Palmarès
| Tableau          | Vainqueurs                   | Vainqueurs | Score               | Finalistes                       | Finalistes         |
| ---------------- | ---------------------------- | ---------- | ------------------- | -------------------------------- | ------------------ |
| Simple dames     | Helen Wills                  | États-Unis | 6-1, 6-3            | M. Bjurstedt Mallory             | Norvège            |
| Simple messieurs | Bill Tilden                  | États-Unis | 6-1, 9-7, 6-2       | Bill Johnston                    | États-Unis         |
| Double dames     | Hazel Hotchkiss Helen Wills  | États-Unis | 6-4, 6-3            | Eleanor Goss Marion Zinderstein  | États-Unis         |
| Double messieurs | Howard Kinsey Robert Kinsey  | États-Unis | 7-5 5-7 7-9 6-3 6-4 | Gerald Patterson Pat O'Hara Wood | Australie          |
| Double mixte     | Helen Wills Vincent Richards | États-Unis | 6-8, 7-5, 6-0       | M. Bjurstedt Mallory Bill Tilden | Norvège États-Unis |

## Simple dames
|  |                 |  |   |   |  |
|  | Finale          |  |   |   |  |
|  |                 |  |   |   |  |
|  |                 |  |   |   |  |
|  | Helen Wills     |  | 6 | 6 |  |
|  | Helen Wills     |  | 6 | 6 |  |
|  | Molla Bjurstedt |  | 1 | 3 |  |

## Double dames
|  |                                 |  |   |   |  |
|  | Finale                          |  |   |   |  |
|  |                                 |  |   |   |  |
|  |                                 |  |   |   |  |
|  | Hazel Hotchkiss Helen Wills     |  | 6 | 6 |  |
|  | Hazel Hotchkiss Helen Wills     |  | 6 | 6 |  |
|  | Eleanor Goss Marion Zinderstein |  | 4 | 3 |  |

## Double mixte
|  |                              |  |   |   |   |
|  | Finale                       |  |   |   |   |
|  |                              |  |   |   |   |
|  |                              |  |   |   |   |
|  | Helen Wills Vincent Richards |  | 6 | 7 | 6 |
|  | Helen Wills Vincent Richards |  | 6 | 7 | 6 |
|  | Molla Bjurstedt Bill Tilden  |  | 8 | 5 | 0 |